# Aranarache
Aranarache (cooficialmente en euskera: Aranaratxe) es un municipio español de la Comunidad Foral de Navarra, situado en la merindad de Estella, en la comarca de Estella Oriental y a 72 km de la capital de la comunidad, Pamplona. Cuenta con una población de 70 habitantes (INE 2024).

## Gentilicio
Amescoanos, zorros.
Actualmente forma parte de la zona mixta de Navarra, antiguamente se hablaba en vasco (en la actualidad el 47% de la población lo conoce) en esta localidad, teniendo de hecho el nombre Aranarache origen en este idioma.
Sin embargo, no existe unanimidad sobre el significado del nombre del pueblo aunque más o menos todos coinciden en que tiene que ver con la palabra vasca (h)arana que significa 'valle'; según algunos proviene de (h)aran aratz que quiere decir en vasco 'valle bello'; para otros proviene de (h)aran atze que significa 'fondo del valle'. También se hn vertido como posible origen del nombre (h)aran etxe que significa tanto 'casa del valle' como casa del endrinal.

## Geografía
Situado en el valle de Améscoa Alta, limita al norte con la Sierra de Urbasa, al sur con la sierra de Lóquiz, al este con Eulate y al oeste con Larraona.
Los picos más importantes son el pico de Arnotegui y la peña de Santa Isabel ambos en la Sierra de Urbasa, y la peña de Artxu en el monte de Lokiz.
El río Uyarra transcurre por monte de sierra de Lóquiz a 3 km del pueblo. Su caudal varía mucho según la época del año, llegando a secarse en la temporada más estival.

## Historia
Hacia mediados del siglo XIX, el lugar, ya por entonces con ayuntamiento propio, tenía contabilizada una población de 116 habitantes. Aparece descrito en el segundo volumen del Diccionario geográfico-estadístico-histórico de España y sus posesiones de Ultramar de Pascual Madoz con las siguientes palabras:

ARANARACHE: l. con ayunt. en el valle de Amescoa-Alta, de la prov., c. g. y aud. terr. de Navarra (Pamplona 10 leg.), part. jud. y merind. de Estella (4), dióc. de Calahorra (11): sit. en una vega ó barranca que se estiende á lo largo de la falda meridional de la sierra de Urbasa; combatido de todos los vientos; su clima es bastante frio y propenso á pulmonias, pleuresias é irritaciones gástricas. Tiene 22 casas, la de ayunt., en cuyo local está la cárcel, y una escuela de primeras letras dotada con 800 rs. vn., á la que asisten de 13 á 15 niños de ambos sexos: una igl. parr. dedicada á la Asuncion de Ntra. Sra., servida por dos beneficiados, de los cuales el uno ejerce la cura de almas; una ermita dedicada á San Miguel, construida en el estremo oriental del pueblo, y otra con la advocacion de San Lorenzo, sit. hácia el N., donde principia la mencionada sierra. Dentro de la pobl. hay una fuente, cuyas esquisitas aguas y las de otros 3 manantiales que brotan mas lejos, aprovechan los hab. para surtido de sus casas y otros usos. Confina el térm. por N. con la espresada sierra de Urbasa (1/4 leg.), por E. con el de Eulate (igual dist.), por S. con la montaña de Loquiz (1/8), y por O. con térm. de Larraona (1/2). El terreno participa de monte y llano, y se compone de una greda arenisca de poco fondo; hácia el N. es una cuesta poblada en parte de hayas, robles, espinos, avellanos y algunos nogales, y parte desnuda de arbolado, cubierta toda ella de grandes peñascos, en cuya cima se eleva una roca considerable que se porlonga de E. á O. algunas leg.; por el lado del S., segun hemos dicho, está la montaña de Loquiz, en la cual hay muchos árboles de diferentes clases, buenos pastos y diversas bordas para los ganados; cruza y fertiliza el terreno el r. Viarra ó Uyarra, que naciendo en la jurisd. de Contrasta (Alava), dist. 1 leg., corre de N. á S. hasta confluir en el Urederra en el térm. de Barindano. Ademas de los caminos locales, hay otros que conducen por N. al valle de Borunda, por E. á Estella, por S. al valle de Lana, y por O. á la prov. de Alava, todos los que se encuentran en mal estado. La correspondencia se recibe de Estella por medio de un balijero, el cual sale y llega los domingos y juéves. Prod.: trigo, centeno, cebada, avena, arvejuelas, arvejas, habas, lentejas, garbanzos, yeros, patatas, nabos, ajos, cebollas, acelgas, borrajas, lechugas, nueces, avellanas, manzanas, peras, ciruelas y pomas: cria mucho ganado vacuno, de cerda, yeguas, ovejas y cabras; hay abundante caza de codornices, vecadas, perdices palomas, liebres, corzos, martas, y ardillas, no faltando lobos, zorras, gatos monteses, erizos, tejones y jabalies, y pesca de truchas y otros peces. ind.; un molino harinero; y los hab., ademas de la agricultura, se dedican al carboneo en la sierra de Urbasa, y en elaborar maderas para cubetos, aros de crivas y cedazos para comportas y otros utensilios: pobl.: 19 vec,: 116 alm.; contr.: con el valle.
(Madoz, 1845, p. 416)

## Demografía
Aranarache cuenta con una población de 70 habitantes (INE 2024).
| Gráfica de evolución demográfica de Aranarache entre 1842 y 2021 |
| |
| Población de derecho según los censos de población del INE Población de hecho según los censos de población del INEEn estos censos se denominaba Aranarache: 1842, 1857, 1860, 1877, 1887, 1897, 1900, 1910, 1920, 1930, 1940, 1950, 1960, 1970, 1981, 1991 y 2001 |

## Administración y política
| Partido político                      | 2015  | 2015       | 2011  | 2011       | 2007  | 2007       | 2003  | 2003       | 1999 | 1999       | 1995 | 1995       | 1991 | 1991       |
| Partido político                      | %     | Concejales | %     | Concejales | %     | Concejales | %     | Concejales | %    | Concejales | %    | Concejales | %    | Concejales |
| Agrupación Electoral Aranarache (AEA) | 48,48 | 3          | 79,55 | 3          | 91,30 | 1          | 98,18 | 1          | —    | —          | —    | —          | —    | —          |

## Personas destacadas
- Fernando Albizu y Vélez de Elorriaga (1808-1884): fue párroco del municipio alavés de Elorriaga. Destacó por sus conocimientos y labor en el campo de la horticultura, en la que fue una eminencia.